# Bibliothèque des Quatre piliers de Bourges
 (mai 2023).
Si vous disposez d'ouvrages ou d'articles de référence ou si vous connaissez des sites web de qualité traitant du thème abordé ici, merci de compléter l'article en donnant les références utiles à sa vérifiabilité et en les liant à la section « Notes et références ».
La bibliothèque patrimoniale dite des «Quatre Piliers» est la plus ancienne bibliothèque du réseau des bibliothèques municipales de la ville de Bourges. Ce réseau compte quatre bibliothèques : la Médiathèque de Bourges, la bibliothèque du Val d'Auron, la bibliothèque des Gibjoncs et la bibliothèque des Quatre Piliers. Elle est située dans le département du Cher, en Région Centre.
C’est une bibliothèque publique, historique, située au centre-ville de Bourges et dont l'origine remonte à la Révolution française. Elle est située place des Quatre Piliers depuis 1964. En tant que bibliothèque patrimoniale, elle conserve des livres anciens et les publications concernant le Berry.
Elle abrite électivement les fonds d’histoire locale depuis que l’ensemble des autres documents et animations ont été transférés à la Médiathèque de Bourges. Celle-ci est installée depuis 1994 dans un bâtiment moderne, sur les boulevards extérieurs du centre-ville, au niveau du Parc des Expositions.
La bibliothèque des Quatre Piliers est située dans un hôtel particulier du centre-ville, au niveau de la place des Quatre Piliers (les quatre piliers qui délimitaient cette place ont été détruits en 1625 pour permettre une circulation plus facile à proximité du jeu de paume et du Palais Jacques-Cœur)

## Histoire
Si des collections d’ouvrages existaient depuis le Moyen Âge dans cette ville historique, qui fut un temps la capitale de la France sous le règne de Charles VII, dotée à partir de la fin du XVe siècle d'une université, la plupart des bibliothèques sous l'Ancien Régime dépendaient des multiples congrégations religieuses ainsi que de l’archevêché. La plus illustre d'entre elles fut probablement celle que le duc Jean de Berry avait installée dans sa Sainte Chapelle au sein du palais ducal.

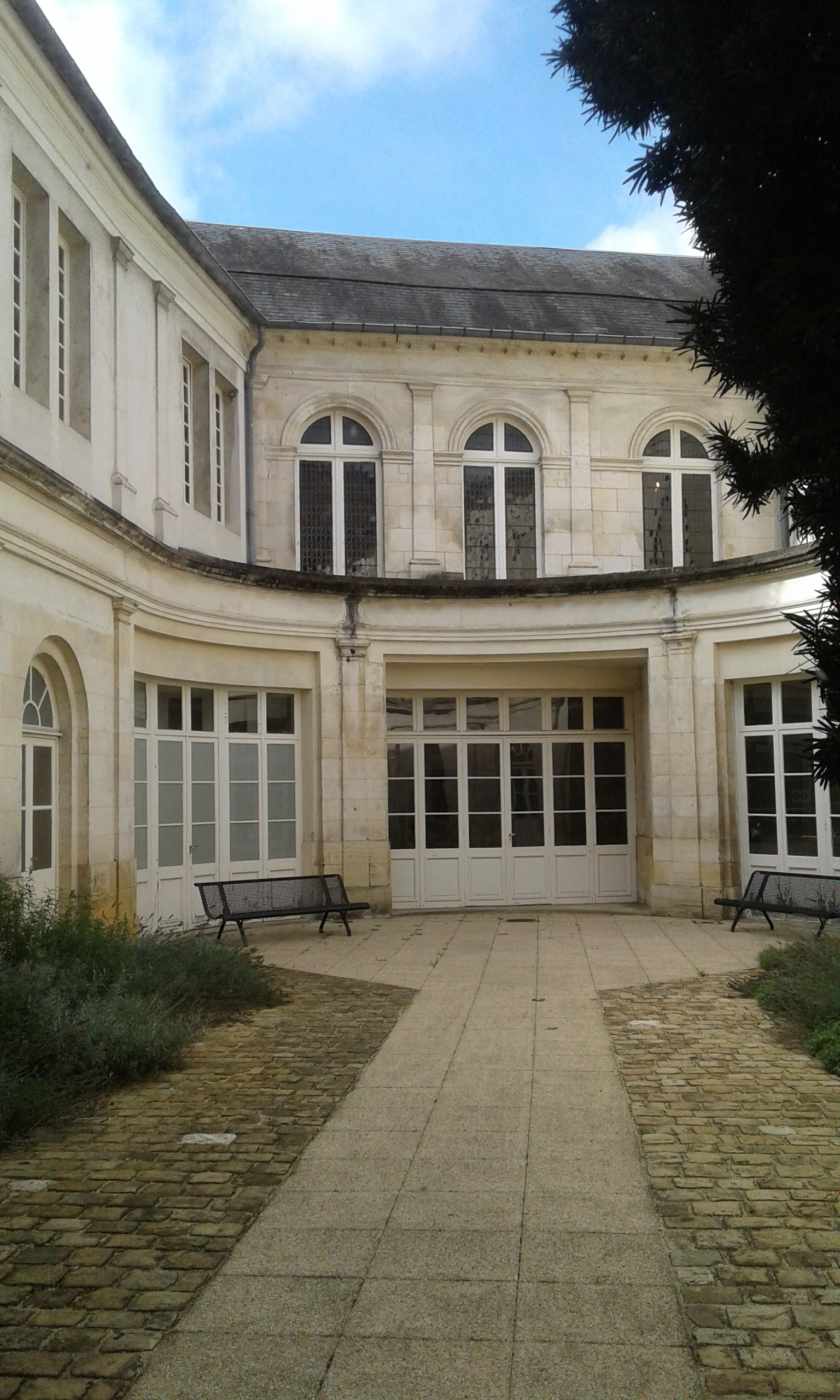
cour de la bibliothèque des quatre piliers

A la Révolution, toutes ces sources documentaires sont saisies, en particulier les manuscrits médiévaux datant du XIe siècle au XVe siècle et les incunables, et sont confiées à ce qui allait devenir la bibliothèque municipale de Bourges. Elle récupère ainsi les trésors de l'abbaye Saint-Sulpice de Bourges, de l’abbaye Saint-Pierre de Chezal-Benoît dans le sud du Cher et ceux de Saint-Cyran (en Brenne), ainsi que la bibliothèque des Jésuites, et aussi la bibliothèque du chapitre de la Cathédrale (où se retrouvaient les collections constituées précédemment par l’archevêque de Bourges en particulier au XVIIe siècle et XVIIIe siècle par Anne de Lévis de Ventadour puis Frédérique-Jerôme de la Rochefoucauld). 
En 1791, les quelque 40 000 volumes ainsi saisis à Bourges, ont été rassemblés au niveau de 4 dépôts littéraires, à savoir : 
- l’archevêché,
- l’intendance (aujourd’hui la préfecture du Cher),
- le séminaire (devenu le centre administratif Condé)
- le collège (devenu le lycée puis l’École nationale supérieure des beaux arts),

À cela s’ajoute en 1804, sous l’action du citoyen Butet, membre de la commission de l’instruction publique du Cher, des apports d’une petite partie des collections royales provenant de Versailles et du Couvent des Cordeliers de Paris pour constituer la bibliothèque de l’«École Centrale du Cher».
L’ensemble est réuni au niveau de l’archevêché, dans des pièces froides et humides, pour constituer en 1806 la bibliothèque municipale qui y siègera jusqu’en 1871. Cette année-là, un incendie détruisant le toit du bâtiment va obliger à déménager cette énorme masse d’ouvrages dans un hôtel particulier du centre-ville, l’hôtel Aubertot, situé rue de la Monnaie (derrière ce qui allait devenir la poste centrale).  Finalement, en 1964, les collections sont installées dans un bâtiment situé place des Quatre Piliers dans l’alignement du palais Jacques-Cœur, à proximité immédiate de l'hôtel d’Angleterre (ainsi nommé depuis la visite à Bourges du Prince de Galles). Cet hôtel particulier avait été donné à la ville de Bourges en 1947, par la famille du docteur Témoin, pour qu'il devienne une bibliothèque.

## La construction du bâtiment

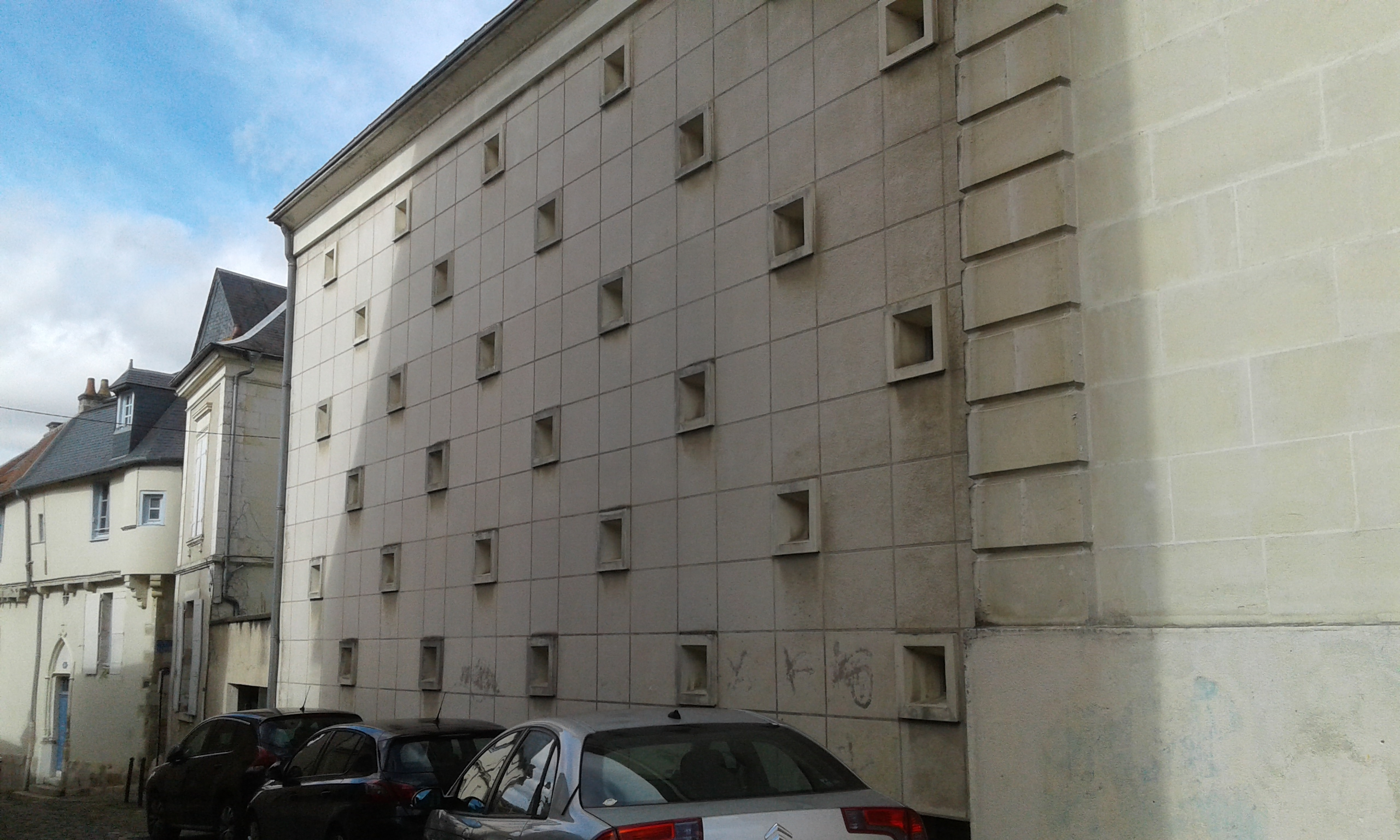
Bâtiment de stockage des documents

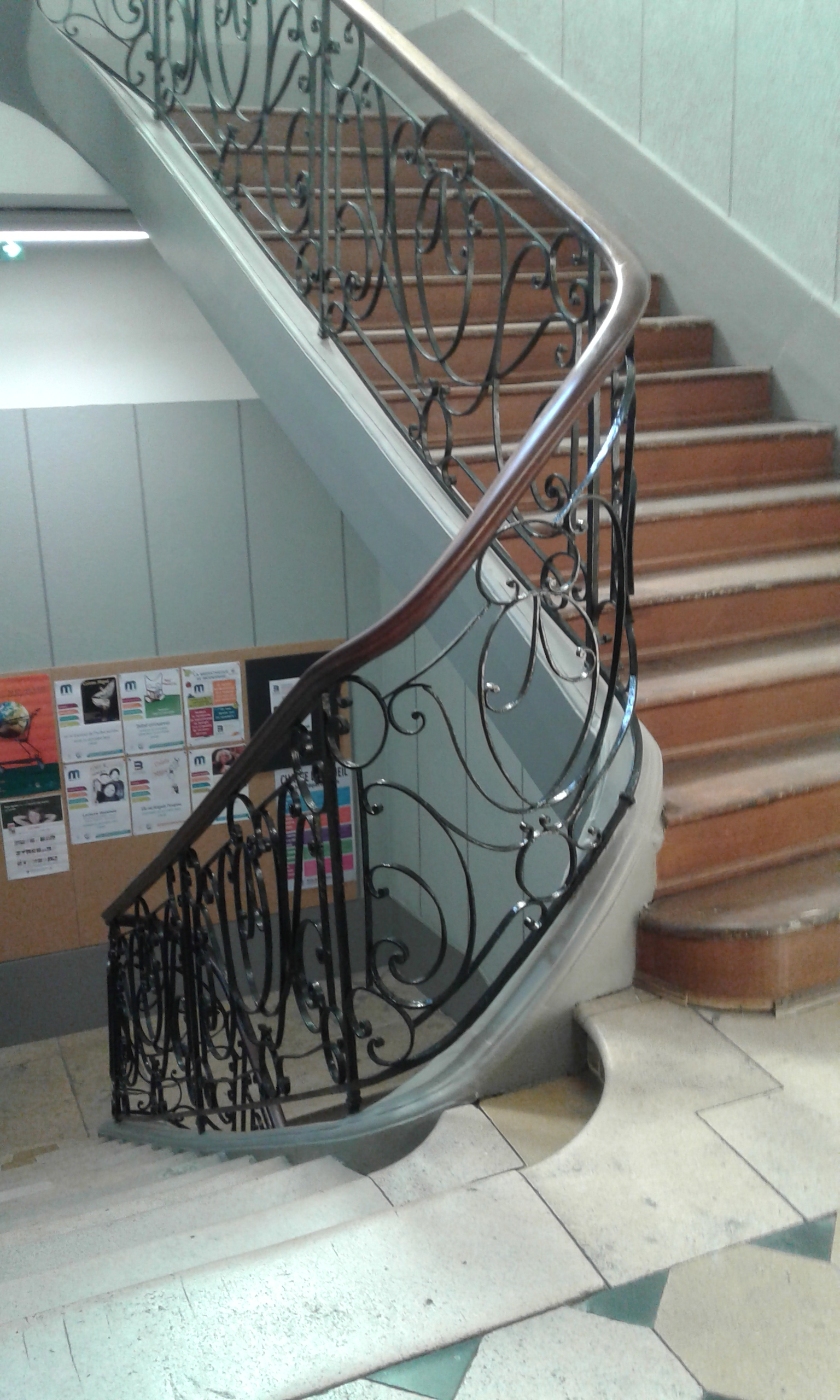
Escalier d'accès à la bibliothèque

### L'hôtel particulier
C’est entre 1742 et 1747 que Pierre Guyard, procureur du roi, fait construire un hôtel place des Quatre Piliers dans le style de l’époque Louis XV. La famille de Pommerau en devient propriétaire en 1765 et jusqu’en 1824; elle décore l'intérieur de boiseries de style Louis XVI et aménage une cour intérieure.
Au cours du XIXe siècle, l’hôtel change de propriétaire avec, entre autres, le Dr Boin, député du Cher et le banquier puis maire de Bourges Eugéne Brisson (1878-1888), cousin du président de la Chambre Henri Brisson, avant d’être occupé par le Dr Témoin (1861-1943), chirurgien de renom, qui en fait un centre brillant de la vie berruyère.

### La bibliothèque
Le bâtiment est cédé à la ville sous réserve d’abriter la bibliothèque municipale qui est donc déménagée avec profit de l’hôtel Aubertot où elle était à l’étroit.
Les locaux sont aménagés par l’architecte Marcel Pinon entre 1960 et 1964 pour y permettre la conservation des documents anciens dans des conditions plus satisfaisantes.

## Missions
Constituant actuellement l’un des quatre sites du réseau des bibliothèques de la ville de Bourges, cette bibliothèque patrimoniale (l’une des 54 Bibliothèques classées de France) a pour mission de conserver et de développer les collections d’intérêt historique ou documentaire dans des conditions satisfaisantes pour leur utilisation pour les recherches historiques et leur transmission aux générations futures.
Pour cela elle bénéficie d’un bâtiment de conservation de 800 m2 disposés sur 4 étages, avec une salle de lecture pour leur consultation 

## Fonds conservés
Le fonds ancien est constitué de près de 1 000 manuscrits, dont 140 manuscrits médiévaux richement enluminés, et de nombreuses archives (registres, notes, correspondances et papiers personnels). Ce fonds comporte également 20 000 ouvrages imprimés datant du XVe au XIXe siècle dont 330 incunables (premiers livres imprimés entre 1455 et 1500). Le manuscrit le plus ancien date du Xe siècle ou de la fin du IXe siècle et c'est une œuvre de saint Augustin nommée "De Civitate Dei" (Ms 94). On y trouve aussi la Bible monumentale de l'abbaye de Saint-Sulpice (Ms 3). Seuls 3 manuscrits subsistent sur les 300 ouvrages de la bibliothèque de la Sainte-Chapelle de Jean de Berry : un évangéliaire (Ms 48), un lectionnaire (Ms 33-36) et le "Catholicon" de Jean Balbi de Gênes (Ms 335). Parmi les 300 incunables c'est la «Cité de Dieu», qui est le titre le plus présent et parmi les nombreux autres ouvrages dont 400 Mazarinades, on note les Psaumes de David mis en rime par Clément Marot et Théodore de Bèze en 1658.
Le fonds local est constitué de 30 000 documents sur l’histoire du Berry (livres, estampes, vues anciennes, portraits de personnalités, plans et cartes) ainsi que des titres de la presse locale. 
La bibliothèque des Quatre Piliers accueille également le fonds Alain-Fournier (avec les brouillons du Grand Meaulnes)

## Les expositions temporaires
Différentes expositions temporaires ont été développées dans la galerie menant à la salle de lecture et en particulier celles sur :
- Les manuscrits enluminés de Jean de Berry sous l'objectif d'Erick Mengual (2016-2017)[3],[4]
- Les écrivains dans la Grande Guerre (Alain-Fournier et Jacques Rivière) (2017-2018) [5]
- L'imprimeur Geoffroy Tory, par Remi Jimenes (2019-2020) [6]
- le jardin des "Prés-Fichaux" à Bourges (2021) [7]

## Autres curiosités présentes

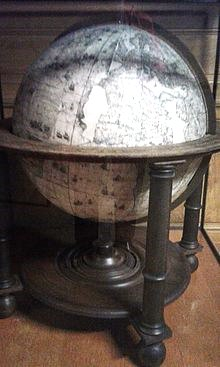
Globe terrestre de Blaeu

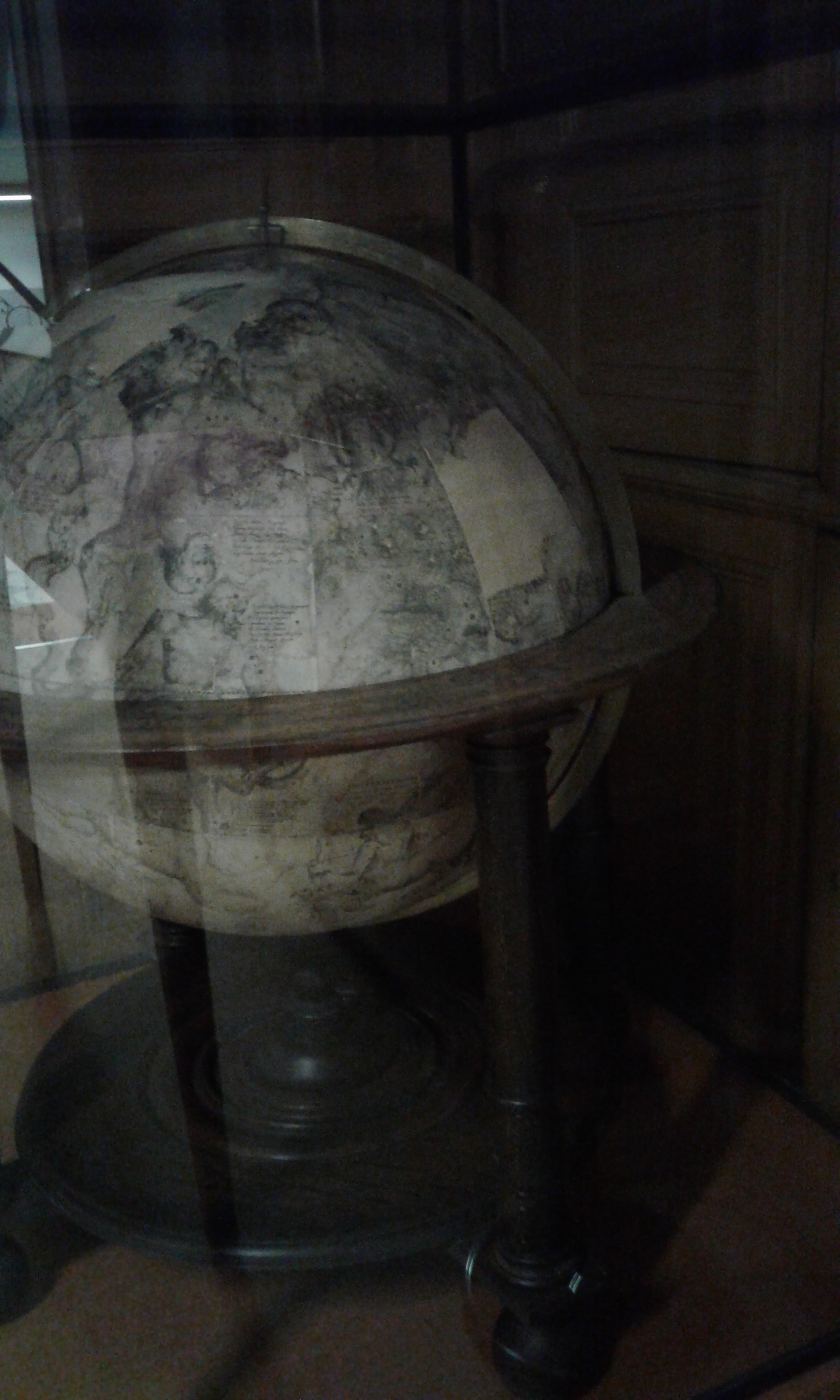
Globe céleste de Blaeu, 1640, provenant de l'abbaye St Sulpice de Bourges

À l’étage, dans l’ancienne salle à manger devenue salle d’exposition, se trouvent des toiles flamandes du XVIIe siècle et deux globes anciens céleste et terrestre de Blaeu (Joan Blaeu 1596-1673 ou probablement de son père Willem Blaeu 1571-1638) datés respectivement de 1640 et 1645. Ces globes proviennent de l’Abbaye bénédictine St Sulpice de Bourges.